# Astragalus nydeggeri
Astragalus nydeggeri är en ärtväxtart som beskrevs av Zarre och Hayri Duman. Astragalus nydeggeri ingår i släktet vedlar, och familjen ärtväxter. Inga underarter finns listade i Catalogue of Life.